# Al mundo le falta un tornillo
Al mundo le falta un tornillo es un tango argentino-uruguayo compuesto por José María Aguilar Porrás con letra de Enrique Cadícamo en 1932.
Fue grabado por Carlos Gardel para el sello Odeón, y unas de las versiones más reconocidas es la de Julio Sosa, grabada en 1957 para RCA Víctor con la orquesta de Armando Pontier.
Los versos aluden a la crisis de la década de 1930, con un formato de precoz canción de protesta y la ineludible apelación al lunfardo:

Hoy se vive de prepo y se duerme apurao,

y la chiva hasta a Cristo se la han afeitao... 

Hoy se lleva a empeñar al amigo más fiel,
 
nadie invita a morfar... todo el mundo en el riel.
 
Al mundo le falta un tornillo 

¡que venga un mecánico...!
 Pa' ver si lo puede arreglar.
Estribillo del tango, José María Aguilar Porrás, 1932